# Nutrientes energéticos
Os nutrientes energéticos são os nutrientes que fornecem energia para todas as atividades do organismo, como pensar e andar. Os principais nutrientes energéticos são os hidratos de carbono e os lipídios.